# Kaleidoscoop (Bradbury)
Kaleidoscoop is een sciencefictionverhaal geschreven door de Amerikaan Ray Bradbury in 1949. Hij gaf zelf aan dat zijn werk niet onder een noemer is te vangen en dat blijkt ook uit dit verhaal. Het verhaal grenst als sciencefictionverhaal aan psychologisch verhaal. Kaleidoscoop verscheen oorspronkelijk in Thrill, Wonder stories. Het werd later met soortgelijke verhalen gebundeld in de verzameling The illustrated man. Het verscheen in de bundel De geïllustreerde man bij Born NV Uitgeversmaatschappij in de serie Born SF (1976).

## Het verhaal
Een ruimtevaartuig is op weg van de Aarde naar de Maan als zij plotseling explodeert. De vijf astronauten worden de ruimte ingeslingerd en eenieder gaat vervolgens zijn eigen niet meer te beïnvloeden weg. Er kan nog wel onderling gecommuniceerd worden, maar onzeker is hoelang dat nog mogelijk is. Het is afhankelijk van de route en snelheid van de diverse astronauten. Hollis krijgt het gedurende zijn val naar de Aarde alsnog aan de stok met Applegate. Ook de gesprekken tussen de andere astronauten lopen moeilijk terwijl dat voorheen perfect verliep. Applegate voelt zich bevrijd en doet uit de doeken dat hij Hollis vooral heeft dwarsgezeten. Hollis krijgt daarbij steeds meer het gevoel dat hij uiteindelijk niets heeft bereikt, maar blijft hopen dat hij ten minste in iemands ogen nut heeft gehad. Hij krijgt zijn zin als hij als een vallende ster wordt gezien door een jongetje op Aarde. Diens moeder zegt: "Doe een wens".

## Opmerkingen
Het woord kaleidoscoop komt slechts eenmaal voor in het verhaal. Astronaut Stone komt in een meteorenzwerm terecht. Deze (niet bestaande) Myrmidone groep ziet er door het venster in het ruimtepak uit als een kaleidoscoop.
Het verhaal kwam een aantal keren terug in films:
- John Carpenter in zijn film Dark Star maakte gebruik van het feit dat het opgevoerde ruimteschip er verre van perfect uitzag en functioneerde
- Alfonso Cuaron in zijn film Gravity; een space shuttle wordt geraakt en valt uit elkaar; de astronauten moet het maar zien te redden
- Het verhaal werd in 2012 als basis genomen voor de film Ray Bradbury’s Kaleidoscope door Brett Stimely en Eric Tozzi

In 1951 verscheen het verhaal als comic, zonder dat er auteursrechten werden betaald. Bradbury loste dat op door de uitgever aan te schrijven met de mededeling dat dat wellicht in het productieproces over het hoofd was gezien en dat hij de 50.000 Amerikaanse dollar alsnog graag wilde ontvangen, hetgeen onmiddellijk gebeurde.